# Bernard Ludwik Beaulieu
Św. Bernard Louis Beaulieu (ur. 8 października 1840 r. w Langon – zm. 7 marca 1866 r. w Saenamteo, Korea) – ksiądz katolicki, misjonarz, męczennik, święty Kościoła katolickiego.

## Życiorys
Urodził się jako dziecko 19-letniej matki. Jego ojciec zmarł 5 miesięcy po ślubie. Żeby zapewnić synowi wykształcenie, jego matka ponownie wyszła za mąż za wdowca M.Dufour. Matka była bardzo pobożną kobietą i poświęciła syna Matce Najświętszej. W wieku 7 lat Louis Beaulieu zaczął służbę ministranta. Jego nauczyciel zarekomendował go do niższego seminarium duchownego w Bordeaux w październiku 1849 r. Spotkanie z misjonarzem, który wiele lat pracował w Chinach spowodowało, że zaczął marzyć o byciu misjonarzem w dalekich krajach. W 1857 r. wstąpił do wyższego seminarium duchownego w Bordeaux. 27 sierpnia 1863 r. wstąpił do seminarium Francuskiego Stowarzyszenia Misji Zagranicznych (Missions Étrangères de Paris). Został wyświęcony na księdza 21 maja 1864 r. 15 czerwca 1864 r. wysłano go na misje. Opuścił Francję 15 lipca, a do Korei dotarł 27 maja 1865 r. Został powitany przez biskupa Berneux. W związku z trwającymi prześladowaniami biskup wysłał wszystkich młodych misjonarzy do górskich wiosek, ażeby uniknęli niebezpieczeństwa. Bernarda Beaulieu wysłano do wioski, niedaleko której przebywał inny misjonarz ojciec Dorie. Beaulieu nauczył się mówić po koreańsku tak dobrze, że następnie biskup Berneux zdecydował się wysłać go do Kwangju. Zanim dotarł do miejsca przeznaczenia aresztowano go 27 lutego 1866 r. Po okrutnych torturach został ścięty razem z innymi misjonarzami w Saenamteo 7 marca 1866 r.

## Dzień obchodów
20 września

## Proces beatyfikacyjny i kanonizacyjny
Beatyfikowany przez Pawła VI 6 października 1968 r., kanonizowany 6 maja 1984 r. przez Jana Pawła II w grupie 103 męczenników koreańskich.